# Transcamerounais
Le transcamerounais est une ligne de chemin de fer camerounaise reliant Douala à Ngaoundéré via Yaoundé et Bélabo.

## Caractéristiques
Longueur totale : 918 km
- Douala-Yaoundé : 265 km
- Yaoundé-Ngaoundéré : 653 km, durée du trajet passager : 15 à 20 heures.

## Histoire

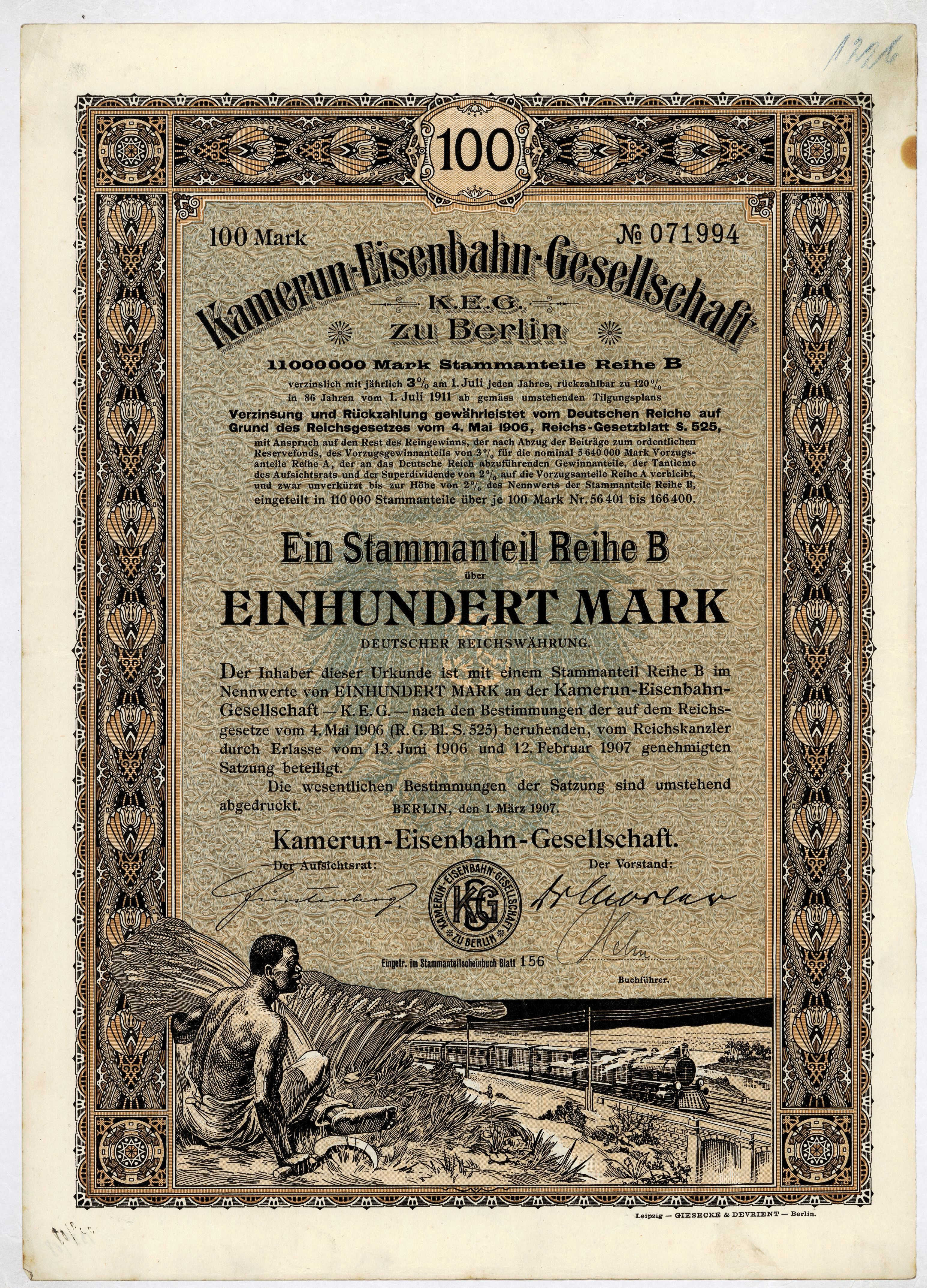
Un coupon de 100 marks de la Kamerun-Eisenbahn-Gesellschaft en date du 1 mars 1907.

Le syndicat des chemins de fer du Cameroun est fondé en 1902 par les Allemands. Ce syndicat obtient de la puissance coloniale de l’époque le droit de construire des voies ferroviaires dans le pays. Il établit ainsi une ligne Nord (aujourd'hui ligne Ouest) de Bonabéri à Nkongsamba (172 km) ouverte le 1er avril 1911, (la Kamerun-Eisenbahn-Gesellschaft a construit et exploité cette ligne). La ligne Centre construite par la compagnie allemande Lenz de Douala à Éséka est ouverte au trafic le 17 juin 1914. Sa construction est poursuivie par le génie français jusqu'à Yaoundé et mise en exploitation le 15 août 1927.
À partir de 1947, le réseau est exploité par la Régie des Chemins de Fer de Cameroun (Regifercam).
En 1969, un embranchement est construit sur la ligne Ouest à partir de Mbanga pour relier Kumba au Cameroun anglophone. 
Commencé en 1964, le tronçon de Yaoundé à Ngaoundéré (626 km) est achevé en 1974. L'événement est marqué par l'émission la même année d'une série de timbres « Transcamerounais », comprenant « Inauguration de la ligne Yaoundé-Ngaoundéré » (5 F), « Pose de voie » (20 F), « Soudure de rails » (40 F) et « Pont sur le Djerem » (100 F).
En 1999, à la suite de la quasi-faillite de la Regifercam, société ferroviaire nationale camerounaise, le gouvernement attribue à Camrail, filiale du groupe Bolloré, une concession de trente ans pour l'exploitation du transcamerounais.

## Fonctionnement
Le 21 octobre 2016, un déraillement survenu près de la gare d'Éséka fait 79 morts et 551 blessés. Le train était bondé du fait de la coupure de la route nationale 3 en raison de l'effondrement d'une buse,.

## Structure
Les chemins de fer évoluent avec le temps. La structure des rails est renforcée en passant de celle de l'époque allemande qui est de 20 ou 25 kg/m linéaire à une nouvelle structure de 30 kg. La soudure des rails et la pose de traverses en béton sur certains tronçons contribuent largement à l’amélioration des conditions de roulement et l'augmentation sensible de la vitesse. Les améliorations se sont poursuivies par la mise en place de doubles voies, notamment sur le tronçon traversant la ville de Douala.

### Douala - Kumba

Carte des chemins de fer camerounais.

La ligne de Douala - Nkongsamba desservait l'Ouest et assure le transport de marchandises telles que les bananes, le café et le bois. Elle s'étendait sur 172 km mais son terminus est à Kumba depuis le milieu des années 1990. La liaison Mbanga-Nkongsamba est désaffectée et les rails sont désinstallés.

### Douala-Yaoundé
La ligne de Douala-Yaoundé, encore appelée ligne du Centre, est longue de 307 km ; elle passe par Édéa, Éséka et Makak. Elle transporte les populations et les marchandises, notamment le bois, le cacao et les lingots d'aluminium.